# Mikko Helander
Mikko Matias Helander, född 1960, är en finländsk företagsledare. Han har varit Keskos verkställande direktör sedan 2015. Åren 2003–2006 var Helander verkställande direktör för Metsä Tissue och åren 2006–2014 verkställande direktör för Metsä Board.